# Acrossus angustiarum
Acrossus angustiarum är en skalbaggsart som beskrevs av Vladimir Balthasar 1967. Acrossus angustiarum ingår i släktet Acrossus och familjen Aphodiidae. Inga underarter finns listade i Catalogue of Life.